# لجنة كاهان

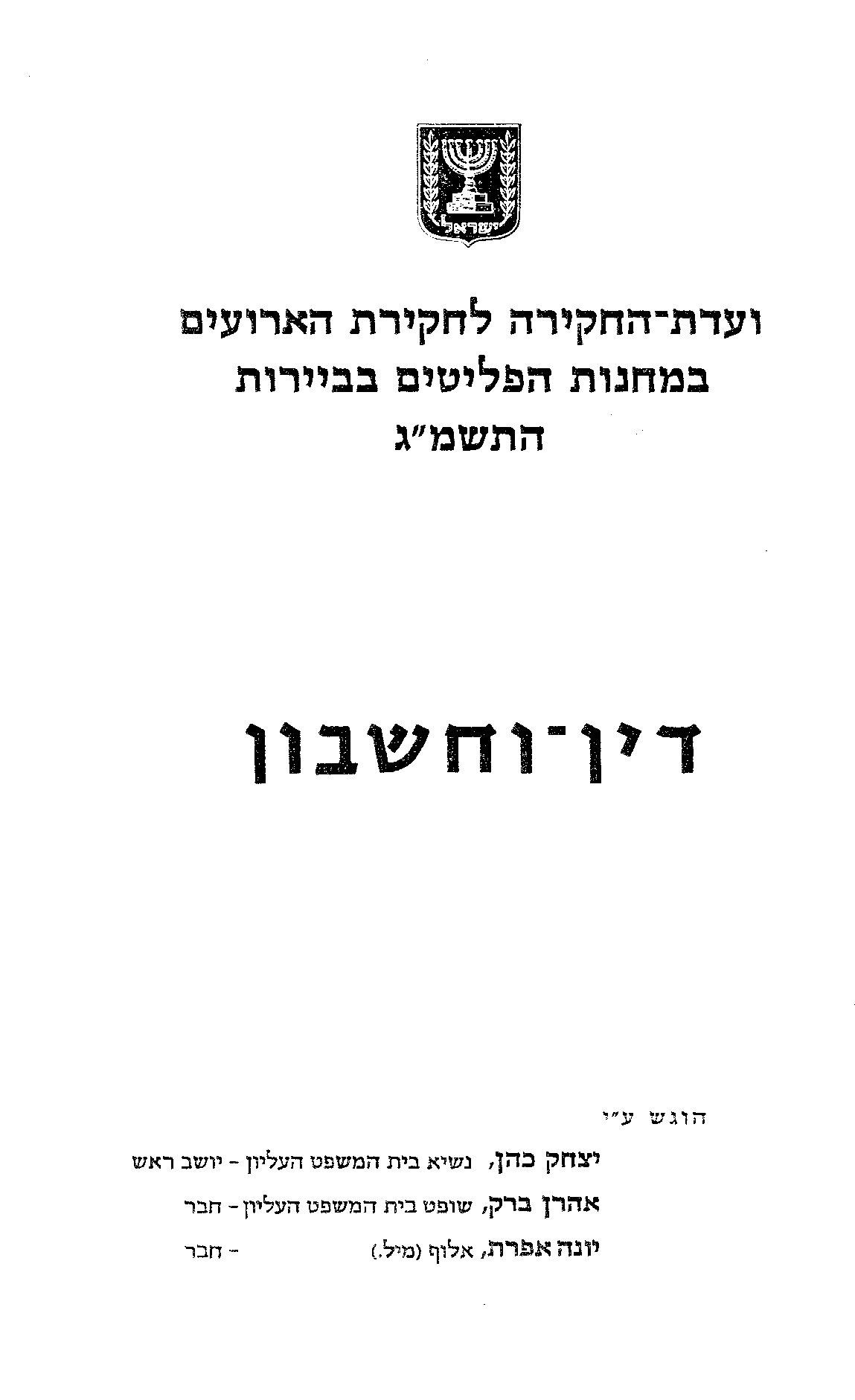
صفحة غلاف تقرير "لجنة كاهان"

لجنة كاهان (بالعبريّة: ועדת כַּהַן) اسمها الرّسمي الكامل: «لجنة التّحقيق في أحداث مخيّمات اللاجئين الفلسطينيّين في بيروت». هي لجنة تحقيق رسميَّة أقامتها الحكومة الإسرائيليَّة في الأوّل من شهر تشرين الثّاني عام 1982 من أجل: «تقصّي الحقائق والدّوافع الّتي أدّت إلى الفظائع التي اقترفتها القوات المسيحيّة اللبنانيّة بحقّ السُّكّان المدنيين العُزّل من سُكّان مخيّميّ صبرا وشاتيلا للاجئين الفلسطينيَّين». ترأّسَ اللجنة رئيس المحكمة العليا يتسحاق كاهان، وكان من أعضائها المستشار السّابق للحكومة، والقاضي في محكمة العدل العليا أهارون باراك، والجنرال المتقاعد يونا إفرات.

## تقرير اللجنة وتوصياتها
نشرت اللجنة نتائج التّحقيق، وتوصياتها في 7 شباط 1983، وخلُصَت إلى أنّها لم تجد أدلَّة وبراهين لأيّ تورُّط مباشر لالجيش الإسرائيلي في مذبحة صبرا وشاتيلا، ولكن ليس ثمّة أدنى شكّ في أنّ عددًا من ضُبّاط الجيش الإسرائيلي قد علموا بما ترتكبه ميليشيات الكتائب المسيحية من فظائع في المخيّمين، ولم يُحرّكوا ساكنًا لمنع هذه المذبحة، بل هناك دلائل تُشير إلى تواطؤ بين الجيش الإسرائيلي وبين المليشيات المسيحية التي ارتكبت المجزرة.
- وجّهت اللجنة انتقادًا حادًّا إلى رئيس حكومة إسرائيل آنذاك مناحم بيجن لأنّه لم يُقدِّر بشكل سليم عواقب تمكين قُوّات الكتائب من اقتحام المخيّمات الفلسطينيّة، وبهذا أتاح بشكلٍ غير مباشر ارتكاب المجازر في مخيّمات اللاجئين.
- خلصت اللجنة إلى أنّ وزير الدِّفاع الإسرائيلي آنذاك أريئيل شارون يتحمّل المسؤوليّة الكاملة عمّا ارتكتبته قوات الكتائب اللبنانيّة، ومن تحالف معها من القوات المسيحية من مجازر بحق الفلسطينيين، وأنّه كان على علم من تقارير المخابرات العسكريّة الإسرائيليّة ما يُبيّته المسيحيون للفلسطينيين في لبنان انتقامًا منهم لاغتيال بشير الجميل، ومن أحقاد قديمة مردّها معارضة الوجود الفلسطيني على أرض لبنان، الذي رأت فيه القوى المسيحيّة وطنًا قوميًّا لها فقط. ولذك أوصت اللجنة بإقالة شارون، أو أن يُبادر رئيس الحكومة إلى إقالته من منصبه، لكن شارون أبى الاستقالة، وضرب بتوصيات اللجنة عُرضَ الحائط، فاضطرّ رئيس الحكومة إلى تنحيته من منصب وزير الدفاع، وجعله وزيرًا بلا حقيبة.
- خلصت اللجنة إلى تحميل وزير الخارجيّة آنذاك إسحق شامير المسؤولية عن المجزرة لوجود أدلّة قاطعة بأنّه وصلته معلومات عمّا ترتكبه المليشيات المسيحيّة من مجازر بحقّ الفلسطينيين في المخيّمات، ولكنّه تجاهل هذه المعلومات ولم يعمل على إيقاف المذابح.
- قالت اللجنة في تقريرها إنّ رئيس شُعبة الاستخبارات العسكريّة في الجيش الإسرائيلي اللِّواء يهوشع ساغي قدَّر بشكلٍ سليم ودقيق أنّ دُخول قوّات الكتائب والمليشيات المسيحيّة المنضوية تحت لوائها سيؤدّي حتمًا إلى ارتكاب مذابح فظيعة بحقّ اللاجئين الفلسطينيّين، لكنّها انتقدته لأنّه أهمل في تأدية واجبه بتحذير الجهات العسكريّة المسؤولة في الجيش الإسرائيلي لاتّخاذ التّدابير والاحتيطات اللازمة من أجل عدم تمكين قوّات الكتائب من السّيطرة على المخيّمات الفلسطينيَّة، وجعلها خاضعة لرقابة الجيش الإسرائيلي فقط. كما أنّه لم ينقُل صورة كاملة عن الوضع لأصحاب القرار في وزارة الدفاع الإسرائيليّة، ورئيس الحكومة، ولذلك أوصت اللجنة بإقالته من منصبه، وبالفعل استقال ساغي من منصبه بعض صُدور توصيات اللجنة.
- انتقدت اللجنة بشدّة رئيس أركان الجيش الإسرائيلي رفائيل إيتان (ولكنّها لم توص بإقالته لأنّه كان على وشك إنهاء خدمته في الجيش الإسرائيلي) كما وجهت اللجنة انتقادًا شديدًا لقائد الجبهة الشماليّة أمير دروري، وقائد المعارك في منطقة بيروت العميد عاموس يارون على فشلهما في إيقاف المذابح.
- حمّلت اللجنة رئيس «الموساد» حينذاك ناحوم أدموني مسؤوليّة ضئيلة عن المذبحة، مع أنّهُ توانى في تحذير أعضاء الحكومة من عواقب دخول قوات الكتائب للمخيّمات الفلسطينيَّة، مع علمه المسبق بما تضمره القوات المسيحيّة من حقد للفلسطينيين، الذين رأت فيهم السّبب في تدهور الدولة اللبنانيّة، ولذلك واصل أدموني إشغال منصبه.

## مواقف الإسرائيليين من تقرير اللجنة
لم يتّفق الشارع الإسرائيلي على ما توصّلت إليه اللجنة، وتضاربت حولها مواقف المسؤولين وأعضاء الحكومة الإسرائيليَّة. رأى عضو الكنيست اليميني المتطرِّف رفائيل إيتان بأنّ النّتائج الّتي توصَّلت إليها اللّجنة لا صلة لها بالواقع أو حقيقة ما جرى، وأنّ نتائج اللجنة منبعها العداوة المتأصِّلة بين يونا إفرات الّذي جُنِّد في حرب سلامة الجليل، وكان مساعدًا لرفائيل إيتان، وبين أريئيل شارون.
أيدّت القوى اليساريَّة في إسرائيل قرارات اللجنة وتوصياتها، واعتبرت موقف الجيش الإسرائيلي وتحالفه مع قوات الكتائب اللبنانية، وسكوته عن مجزرة صبرا وشاتيلا وصمة عار لا تُمحى من جبين هذا الجيش، وإفلاسًا أخلاقيًّا، ولذلك طالبت هذه القوى ومن تحالف معها باستقالة قادة الجيش، ووزراء الحكومة، الذين يتحمّلون المسؤولية الأخلاقيّة عن هذه المجزرة. خرج آلاف المواطنين الإسرائيليين في مظاهرات حاشدة من أجل الضّغط على الحكومة بتحمّل المسؤوليّة، واتّخاذ الموقف المناسب ممّا جرى بحقّ اللاجئين الفلسطينيين في لبنان من مجازر، وفي إحدى مظاهرات حركة «السلام الآن» المندِّدة بالموقف المتخاذل للحكومة الإسرائيليّة والجيش الإسرائيلي في منع هذه المذابح، والتي طالبت باستقالة وزير الدفاع الإسرائيلي آنذاك أريئيل شارون حسب توصيات لجنة كاهان، ألقى الناشط اليميني يونا أبروشمي قنبلة يدوية على المتظاهرين، وقُتِلَ نتيجة ذلك أحد القادة اليساريين اليهود واسمه إميل غرينسفايغ، وقد هزّت هذه الحادثة المجتمع الإسرائيلي، واعتبرها كثيرون مؤشرًا إضافيًّا على وحشيّة الحكومة القائمة، وإفلاسها الأخلاقي.

## اقرأ أيضًا
- جرائم الحرب.